# BigBakShow
A BigBakShow 2025-től vetített magyar vígjátéksorozat, amelyet Végh Zsolt, Kálmánchelyi Zoltán és Wágner Levente alkotott. A főbb szerepekben Katona Péter Dániel és Karlovics Dávid látható.
A sorozatot 2025. május 25-én mutatta be az Magyar Telekom a YouTube-on. Tévében az RTL mutatja be 2025. június 15-én.
A Marsra magyar! című sorozathoz hasonlóan, ez a sorozat is kiterjed a cég reklámaiba.
A sorozatot Haklik Norbert Big Székely Só című könyve inspirálta.

## Ismertető
Nagy Norbi a holland egyetemi tanulmányai után visszatér a szülőfalujába, Bakra. Ott Zoli segítségével kamerákkal megfigyeli a falut és feltölti az internetre. A lakók hamar rájönnek és botrány alakul ki, de a polgármester potenciált lát benne.

## Szereplők

### Főszereplők
| Szerep      | Színész             | Leírás                                                   |
| ----------- | ------------------- | -------------------------------------------------------- |
| Nagy Norbi  | Katona Péter Dániel | Nemrég hazaköltözött informatikus, aki bekameráza Bakot. |
| Kiss Zoltán | Karlovics Dávid     | Falusi gyerek, aki segit Norbinak.                       |

### Mellékszereplők
| Szerep       | Színész      | Leírás             |
| ------------ | ------------ | ------------------ |
| Fekete János | Katkó Ferenc | Bak polgármestere. |

### További szereplők
- Andai Katalin – Kormos Ilonka
- Badár Sándor – Maró Sanyi
- Dióssi Gábor – Levéd
- Egger Géza – kocsmáros
- Enyedi Éva – Bíró Mariann
- Erdélyi Zoé Laura – Bíró Ivett
- Földi Csenge – Kis Katica
- Gubás Gabi – Fekete Mérő Bianka
- Gyetvai Mirkó – Bíró Gyuri
- Hajdú Balázs – Csepi Feri
- Hárs Bonca – Palkó
- Hámori Ildikó – Ica néni
- Janklovics Péter – Tűrő Béla
- Kátai Simon – Bence
- Lakatos László – Fék Józsi
- Makranczi Zalán – Páder Zsolt
- Mészáros András – Bíró Robi
- Mogács Dániel – Rigó Ármin
- Nagy Dorka Júlia – Dorina
- Nagypál Gábor – Szarka Attila
- Oszvald Marika – Szarka Jolánka
- Pallagi Melitta – Szarka Éva
- Pavletits Leóna – Szarka Natasa
- Pogány Judit – Vass Juci
- Scherer Péter – Kiss Zoltán idősen
- Staub Viktória – Kökény Borsi
- Stefanovics Angéla – Vass Mari
- Szacsvay László – Kormos Pista
- Szalay Bence – Tűrő Krisz
- Szervét Tibor – Víg Károly
- Terhes Sándor – orvos
- Thuróczy Szabolcs – Nagybani Laci
- Urbanovits Krisztina – Tüttő Irén
- Vandornyik Dóra – nővér

## Epizódok
A sorozat premierje 2025. május 25-én volt a Magyar Telekom YouTube-csatornáján. Az RTL 2025. június 15-én mutatta be.
| Sor. | Év. | Cím       | Premier                                          | Nézettség |
| ---- | --- | --------- | ------------------------------------------------ | --------- |
| 1.   | 1.  | 1. epizód | 2025. május 25. (YouTube) 2025. június 15. (RTL) | 134 000   |
| 2.   | 2.  | 2. epizód | 2025. június 22. (RTL)                           | 94 000    |
| 3.   | 3.  | 3. epizód | 2025. június 29. (RTL)                           | 82 000    |
| 4.   | 4.  | 4. epizód | 2025. július 6. (RTL)                            | 110 000   |
| 5.   | 5.  | 5. epizód | 2025. július 13. (RTL)                           | 98 000    |
| 6.   | 6.  | 6. epizód | 2025. július 20. (RTL)                           | 78 000    |